# Estrela (calciatore 1995)
Valdomiro Tualungo Paulo Lameiras, noto semplicemente come Estrela (Luanda, 22 settembre 1995), è un calciatore angolano con cittadinanza portoghese, centrocampista del Suzhou Dongwu e della nazionale angolana.

## Caratteristiche tecniche
È un centrocampista centrale.

## Carriera

### Club
È cresciuto nelle giovanili del Benfica.
Ha esordito il 24 agosto 2014 con la maglia dell'Orlando City in un match vinto 3-2 contro il Richmond Kickers.

### Nazionale
Nel 2015 ha partecipato con il Portogallo ai Mondiali Under-20.
Ha debuttato con la nazionale angolana il 25 marzo 2021, nella sconfitta per 1-0 contro il Gambia, valida per le qualificazioni alla Coppa d'Africa 2021.
Nel 2023 ha partecipato alla Coppa d'Africa.

## Statistiche

### Presenze e reti nei club
Statistiche aggiornate al 3 giugno 2017.
| Stagione        | Squadra         | Campionato      | Campionato | Campionato | Coppe nazionali | Coppe nazionali | Coppe nazionali | Coppe continentali | Coppe continentali | Coppe continentali | Altre coppe | Altre coppe | Altre coppe | Totale | Totale |
| Stagione        | Squadra         | Comp            | Pres       | Reti       | Comp            | Pres            | Reti            | Comp               | Pres               | Reti               | Comp        | Pres        | Reti        | Pres   | Reti   |
| --------------- | --------------- | --------------- | ---------- | ---------- | --------------- | --------------- | --------------- | ------------------ | ------------------ | ------------------ | ----------- | ----------- | ----------- | ------ | ------ |
| 2014            | Orlando City    | USLPD           | 6          | 0          | USOC            | 0               | 0               |                    | -                  | -                  |             | -           | -           | 6      | 0      |
| 2015            | Orlando City    | MLS             | 0          | 0          | USOC            | 0               | 0               |                    | -                  | -                  |             | -           | -           | 0      | 0      |
| 2015-2016       | APOEL           | AK              | 1          | 0          | KK              | 0               | 0               | UEL                | 0                  | 0                  |             | -           | -           | 1      | 0      |
| 2016-2017       | Varzim          | SL              | 28         | 1          | TP+TL           | 1+3             | 0               |                    | -                  | -                  |             | -           | -           | 32     | 1      |
| Totale carriera | Totale carriera | Totale carriera | 35         | 1          |                 | 4               | 0               |                    | -                  | -                  |             | -           | -           | 39     | 1      |

### Cronologia presenze e reti in nazionale
| Cronologia completa delle presenze e delle reti in nazionale ― Angola | Cronologia completa delle presenze e delle reti in nazionale ― Angola | Cronologia completa delle presenze e delle reti in nazionale ― Angola | Cronologia completa delle presenze e delle reti in nazionale ― Angola | Cronologia completa delle presenze e delle reti in nazionale ― Angola | Cronologia completa delle presenze e delle reti in nazionale ― Angola | Cronologia completa delle presenze e delle reti in nazionale ― Angola | Cronologia completa delle presenze e delle reti in nazionale ― Angola |
| Data                                                                  | Città                                                                 | In casa                                                               | Risultato                                                             | Ospiti                                                                | Competizione                                                          | Reti                                                                  | Note                                                                  |
| --------------------------------------------------------------------- | --------------------------------------------------------------------- | --------------------------------------------------------------------- | --------------------------------------------------------------------- | --------------------------------------------------------------------- | --------------------------------------------------------------------- | --------------------------------------------------------------------- | --------------------------------------------------------------------- |
| 13-10-2020                                                            | Rio Maior                                                             | Mozambico                                                             | 0 – 3                                                                 | Angola                                                                | Amichevole                                                            | -                                                                     | 66’                                                                   |
| 25-3-2021                                                             | Bakau                                                                 | Gambia                                                                | 1 – 0                                                                 | Angola                                                                | Qual. Coppa d'Africa 2021                                             | -                                                                     | 73’                                                                   |
| 29-3-2021                                                             | Luanda                                                                | Angola                                                                | 2 – 0                                                                 | Gabon                                                                 | Qual. Coppa d'Africa 2021                                             | -                                                                     | 90’                                                                   |
| 1-9-2021                                                              | Il Cairo                                                              | Egitto                                                                | 1 – 0                                                                 | Angola                                                                | Qual. Mondiali 2022                                                   | -                                                                     |                                                                       |
| 7-9-2021                                                              | Benguela                                                              | Angola                                                                | 0 – 1                                                                 | Libia                                                                 | Qual. Mondiali 2022                                                   | -                                                                     |                                                                       |
| 12-11-2021                                                            | Benguela                                                              | Angola                                                                | 2 – 2                                                                 | Egitto                                                                | Qual. Mondiali 2022                                                   | -                                                                     |                                                                       |
| 16-11-2021                                                            | Bengasi                                                               | Libia                                                                 | 1 – 1                                                                 | Angola                                                                | Qual. Mondiali 2022                                                   | -                                                                     | 75’                                                                   |
| 26-3-2022                                                             | Benguela                                                              | Angola                                                                | 3 – 2                                                                 | Guinea-Bissau                                                         | Amichevole                                                            | -                                                                     |                                                                       |
| 29-3-2022                                                             | Benguela                                                              | Angola                                                                | 0 – 0                                                                 | Guinea Equatoriale                                                    | Amichevole                                                            | -                                                                     |                                                                       |
| 1-6-2022                                                              | Luanda                                                                | Angola                                                                | 2 – 1                                                                 | Rep. Centrafricana                                                    | Qual. Coppa d'Africa 2023                                             | -                                                                     | 61’ 87’                                                               |
| 5-6-2022                                                              | Antananarivo                                                          | Madagascar                                                            | 1 – 1                                                                 | Angola                                                                | Qual. Coppa d'Africa 2023                                             | -                                                                     | 83’                                                                   |
| 23-3-2023                                                             | Kumasi                                                                | Ghana                                                                 | 1 – 0                                                                 | Angola                                                                | Qual. Coppa d'Africa 2023                                             | -                                                                     | 65’ 83’                                                               |
| 12-9-2023                                                             | Teheran                                                               | Iran                                                                  | 4 – 0                                                                 | Angola                                                                | Amichevole                                                            | -                                                                     | 67’                                                                   |
| 13-10-2023                                                            | Faro                                                                  | Angola                                                                | 1 – 1                                                                 | Mozambico                                                             | Amichevole                                                            | -                                                                     | 74’                                                                   |
| 6-1-2024                                                              | Dubai                                                                 | RD del Congo                                                          | 0 – 0                                                                 | Angola                                                                | Amichevole                                                            | -                                                                     | 46’                                                                   |
| 10-1-2024                                                             | Dubai                                                                 | Bahrein                                                               | 0 – 3                                                                 | Angola                                                                | Amichevole                                                            | -                                                                     |                                                                       |
| 20-1-2024                                                             | Bouaké                                                                | Mauritania                                                            | 2 – 3                                                                 | Angola                                                                | Coppa d'Africa 2023 - 1º turno                                        | -                                                                     | 86’                                                                   |
| 23-1-2024                                                             | Yamoussoukro                                                          | Angola                                                                | 2 – 0                                                                 | Burkina Faso                                                          | Coppa d'Africa 2023 - 1º turno                                        | -                                                                     |                                                                       |
| 27-1-2024                                                             | Bouaké                                                                | Angola                                                                | 3 – 0                                                                 | Namibia                                                               | Coppa d'Africa 2023 - Ottavi di finale                                | -                                                                     | 20’                                                                   |
| 2-2-2024                                                              | Abidjan                                                               | Nigeria                                                               | 1 – 0                                                                 | Angola                                                                | Coppa d'Africa 2023 - Quarti di finale                                | -                                                                     | 46’                                                                   |
| 22-3-2024                                                             | Agadir                                                                | Marocco                                                               | 1 – 0                                                                 | Angola                                                                | Amichevole                                                            | -                                                                     | 85’                                                                   |
| 11-6-2024                                                             | Luanda                                                                | Angola                                                                | 1 – 1                                                                 | Camerun                                                               | Qual. Mondiali 2026                                                   | -                                                                     | 64’                                                                   |
| 5-9-2024                                                              | Kumasi                                                                | Ghana                                                                 | 0 – 1                                                                 | Angola                                                                | Qual. Coppa d'Africa 2025                                             | -                                                                     | 75’                                                                   |
| 15-10-2024                                                            | Niamey                                                                | Niger                                                                 | 0 – 1                                                                 | Angola                                                                | Qual. Coppa d'Africa 2025                                             | -                                                                     | 90+4’                                                                 |
| Totale                                                                |                                                                       | Presenze                                                              | 24                                                                    |                                                                       | Reti                                                                  | 0                                                                     |                                                                       |

## Palmarès

### Club

#### Competizioni nazionali
- Campionato cipriota: 1

APOEL: 2015-2016